# Na dokovima New Yorka
Na dokovima New Yorka (eng. On the Waterfront) je američka drama iz 1954. o mafijaškom nasilju i korupciji među lučkim radnicima. Film je režirao Elia Kazan, a u glavnim ulogama nastupili su Marlon Brando, Eva Marie Saint, Rod Steiger, Karl Malden i Lee J. Cobb. Film se bavi socijalnim problemima u vrijeme dok nastaju radničke organizacije. Temeljen je na seriji članaka u New York Sunu koje je napisao Malcolm Johnson. Film je dobitnik 8 Oscara i 4 Zlatna globusa 1954., uključujući i u kategoriji za najbolji film. 

## Radnja
Terry Malloy (Marlon Brando) je bivši profesionalni boksač koji radi na dokovima za lokalnog gangsterskog šefa, Johnnyja Friendlyja (Lee J. Cobb). Smrt prijatelja iz djetinjstva, koje je naručio Johnny Friendly, ispunjava ga krivnjom jer je nenamjerno umiješan u ubojstvo.
Terry upoznaje sestru ubijenog prijatelja (Eva Marie Saint), te počinju vezu. Ona i lokalni svećenik (Karl Malden) pokušavaju ga uvjeriti da počne raditi protiv mafije. Ali Terry se okreće protiv mafije tek nakon što Friendly naređuje ubojstvo njegovog brata (Rod Steiger), također mafijaša, koji je odbio ubiti Terryja nakon što je otkrivena njegova izdaja.
Terry javno otkriva svoju tajnu i biva odbačen na dokovima, ali na kraju, trijumfira nakon dramatične borbe s Johnnyjem Friendleyjem na dokovima, što ponovno ujedinjuje radnike. Terry se vraća s ostalim radnicima na posao, a Friendly ostaje ponižen u njihovim očima.

## Stvarna pozadina
Na dokovima New Yorka temeljen je na seriji od 24 članka u listu New York Sun, koje je napisao Malcolm Johnson, "Kriminal na dokovima". Serija članaka osvojila je 1949. Pulitzerovu nagradu za lokalno novinarstvo. Priča je detaljno opisala raširenu korupciju, iznuđivanje i reket na dokovima Manhattana i Brooklyna.
Lik glavnog junaka Terryja Malloya (Brando), koji se bori protiv korupcije, dijelom je temeljen na lučkom radniku Anthonyju DiVincenzu, koji je svjedočio pred Odborom za dokove o životu na dokovima Hobokena, te bio odbačen zbog svojeg čina. DiVincenzo sporio se i na kraju se nagodio s Columbia Pictures oko otkupa prava na ono što je smatrao svojom pričom. DiVincenzo je ispričao svoju priču scenaristu filma, Buddu Schulbergu, tijekom sastanaka na dokovima koji su trajali mjesec dana - a za koje neki tvrde da se nisu ni dogodili - iako je Schulberg prisustvovao na DiVincenzovu svjedočenju pred Odborom za dokove. Lik Johnnyja Friendlyja temeljen je na mafijašu koji se zvao Albert Anastasia.
Lik oca Barryja, kojeg je glumio Karl Malden, temeljen je na stvarnom svećeniku s dokova, Johnu M. Corridanu, koji je djelovao na području zapadnog Manhattana. Schulberg ga je često intervjuirao, a napisao je i predgovor za knjigu Allena Raymonda, "Waterfront Priest". Film je sniman u Hobokenu, New Jersey, iako se radnja odvija na dokovima New Yorka.

## Politički kontekst
- 1952. redatelj Elia Kazan svjedočio je pred Odborom za neameričke aktivnosti, gdje je naveo mnoge navodne komuniste u filmskoj industriji. Zbog toga je često bio kritiziran.

- Originalni scenarist filma bio je pisac Arthur Miller, koji je završio na crnoj listi kao navodni komunist. Zamijenio ga je Budd Schulberg, koji je također svjedočio pred Odborom.

- Na dokovima New Yorka, film o borcu protiv mafije, smatra se kao Kazanov odgovor na kritike pokazujući kako i čovjek koji "otkriva imena" ("name names"), može u sebi imati plemenitosti. Razne varijacije te fraze u filmu često koristi Terry Malloy. U filmu se također naglašava šifra s dokova "D & D" ili "Deaf & Dumb" (gluh i nijem), što označava karakteristiku djelatnika na dokovima, da neće odati nijednog prijatelja ni po koju cijenu. Na kraju, Malloy upravo to i čini, ali zarađuje simpatije.

## Zanimljivosti
- Kraj filma Razjareni bik Martina Scorsesea je homage Na dokovima New Yorka.
- Film je preveden na hindu jezik kao Ghulam.
- Billy Joel referira se na film u svojoj pjesmi "Great Wall of China".
- Scena u taksiju s Terryjem i Charliejem jedna je od najslavnijih u povijesti američkog filma, u kojoj Brando kaže ove slavne rečenice: "I could have had class. I could have been a contender. I could have been somebody (instead of a bum)."

## Vanjske poveznice
- Na dokovima New Yorka u internetskoj bazi filmova IMDb-a
- Filmsite.org
- Klasični filmovi: Na dokovima New Yorka
- Rottentomatoes.com